# Шаші (Красногорський район)
Ша́ші (рос. Шаши) — присілок в Красногорському районі Удмуртії, Росія.

## Населення
Населення — 1 особа (2010; 3 в 2002).
Національний склад станом на 2002 рік:
- росіяни — 100 %